# 富山県道174号上滝山室線
富山県道174号上滝山室線（とやまけんどう174ごう かみだきやまむろせん）は富山県富山市内を通る一般県道である。

## 概要

### 路線データ
- 起点：富山県富山市上滝（富山県道35号立山山田線・富山県道43号富山上滝立山線交点）
- 終点：富山県富山市山室字東田割（富山県道65号富山大沢野線交点）
- 実延長：8,494m

## 沿革
- 1960年（昭和35年）4月23日 - 認定[1]

## 地理

### 通過する自治体
- 富山県富山市

### 接続する道路
- 富山県道35号立山山田線・富山県道43号富山上滝立山線（起点：大川寺前交差点）
- 富山県道175号新庄大山線（富山市西番）
- 富山県道68号富山外郭環状線（富山市西番 - 城村交差点で重複）
- 富山県道56号富山環状線（太田交差点）
- 富山県道65号富山大沢野線（終点：山室中学校前交差点）

### 周辺
- 富山地方鉄道上滝線 大川寺駅
- 富山高等専門学校（本郷キャンパス）
- 富山市立山室中学校
- 富山市立上滝小学校
- 富山市立太田小学校
- 北陸銀行 上滝支店
- ヤマダデンキ テックランド富山山室店
- 常願寺川